# جیم آکوستا
جیم آکوستا (انگلیسی: Jim Acosta؛ زادهٔ ۱۷ آوریل ۱۹۷۱) یکروزنامه‌نگار آمریکایی است. آکوستا مجری و خبرنگار اصلی سی‌ان‌ان در داخل آمریکا می‌باشد. پیش از این، آکوستا به عنوان خبرنگار ارشد این شبکه در کاخ سفید در دوران دولت دونالد ترامپ فعالیت داشت توجه ملی را به خود جلب کرد. دلیل این شهرت درگیری‌هایی بود که با رئیس‌جمهور دونالد ترامپ در جلسات مطبوعاتی داشت. آکوستا همچنین به عنوان خبرنگار ارشد سی‌ان‌ان در کاخ سفید، دولت اوباما را پوشش می‌داد. در حالی که ترامپ در آستانه ترک سمت خود بود، در ۱۱ ژانویه ۲۰۲۱ اعلام گردید که آکوستا به عنوان مجری و خبرنگار داخلی سی‌ان‌ان منصوب می‌شود.

## دوران جوانی و تحصیلات
پدر آکوستا سه هفته قبل از بحران موشکی کوبا در ۱۱ سالگی به عنوان پناهنده از کوبا وارد ایالات متحده آمریکا شد و در ویرجینیا بزرگ شد. مادر او اصالتاً ایرلندی و چک است. آکوستا، که در ویرجینیای شمالی بزرگ شده‌است، در سال ۱۹۸۹ از دبیرستان آنان دیل فارغ‌التحصیل شد. آکوستا مدرک لیسانس خود را در رشته ارتباطات جمعی و رشته علوم سیاسی در سال ۱۹۹۳ از دانشگاه جیمز مدیسون گرفت. در دوران مدرسه، آکوستا برای ایستگاه رادیویی دانش‌آموزان «دبلیو اکس جی ام» داوطلب شد. او همچنین به عنوان خبرنگار در یک ایستگاه رادیویی محلی بنام «WSVA» فعالیت داشت.

## حرفه رسانه‌ای

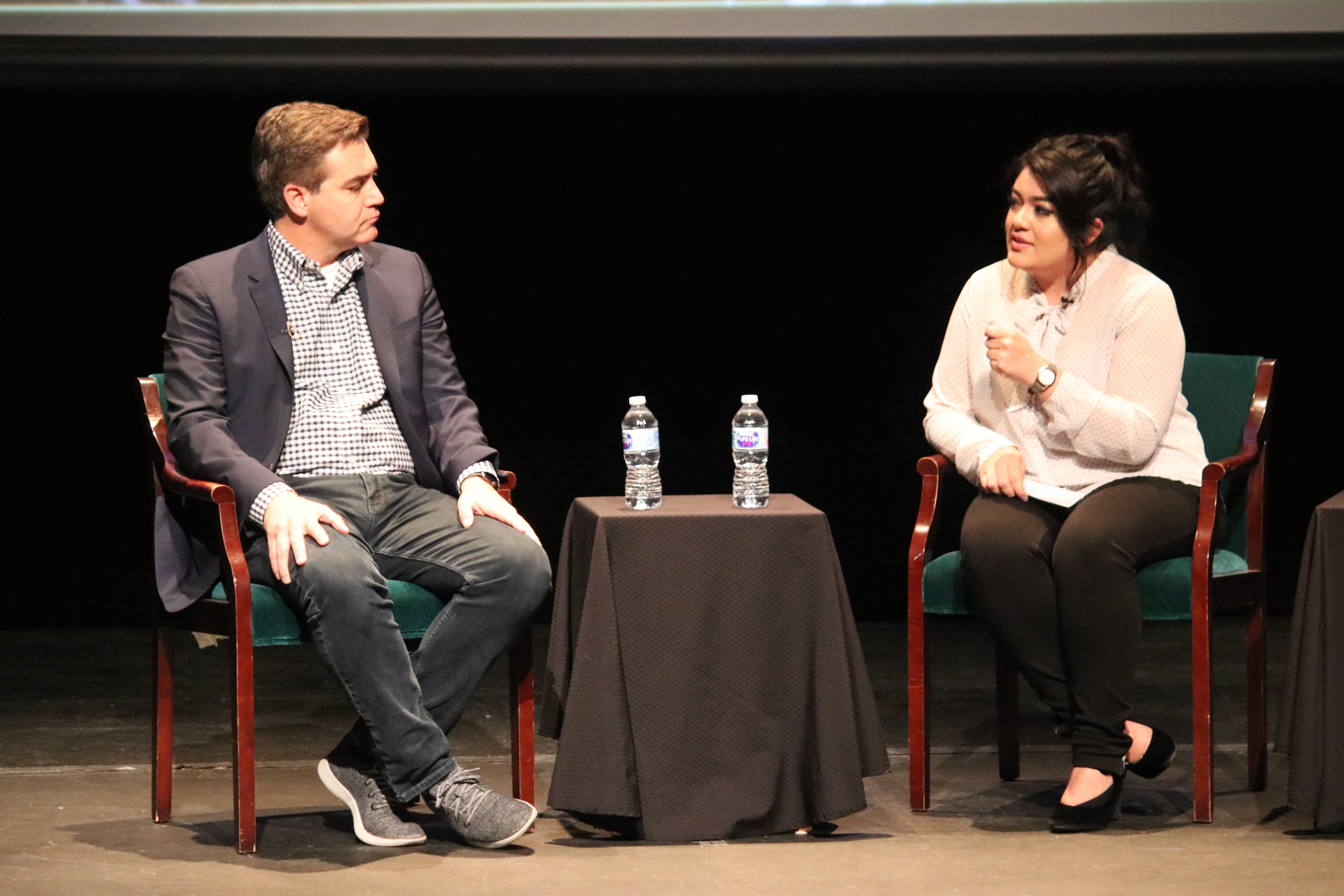
آکوستا در مورد تجربیات خود در کنفرانس‌های مطبوعاتی و گردهمایی‌های ترامپ در دانشگاه ایالتی سن خوزه در اکتبر ۲۰۱۸ صحبت می‌کند.

آکوستا اولین کار حرفه ای خود را با رادیو WMAL در واشینگتن، دی.سی. آغاز کرد. در سال ۱۹۹۴، آکوستا WMAL را ترک کرد و وارد تلویزیون شد و برای تلویزیون WTTG-TV وابسته به فاکس به عنوان دستیار میز خبر به کار مشغول شد. در سال ۱۹۹۵، آکوستا جلوی دوربین رفت و گزارشگر و گوینده جایگزین در تلویزیون WBIR-TV وابسته به ان‌بی‌سی در ناکسویل، تنسی شد و تا سال ۱۹۹۸ در آن شغل باقی ماند.
از سال ۱۹۹۸ تا ۲۰۰۰، آکوستا به عنوان گزارشگر برای KTVT-TV وابسته به سی‌بی‌اس در دالاس کار کرد. از سال ۲۰۰۰ تا ۲۰۰۱، آکوستا گزارشگر یک ایستگاه تلویزیونی WBBM-TV در شیکاگو بود. از سال ۲۰۰۱ تا ۲۰۰۳، آکوستا به عنوان خبرنگار برای سرویس خبری سی‌بی‌اس، مستقر در دالاس و شیکاگو کار به کار مشغول شد. از فوریه ۲۰۰۳ تا مارس ۲۰۰۷، آکوستا خبرنگار سی‌بی‌اس نیوز شد و ابتدا در نیویورک و سپس در آتلانتا مستقر گردید.
آکوستا هنگام فعالیت در سی‌بی‌اس نیوز، مبارزات انتخاباتی جان کری نامزد دموکرات انتخابات ریاست‌جمهوری ایالات متحده آمریکا (۲۰۰۴) و همچنین جنگ عراق را از داخل بغداد و توفند کاترینا را پوشش داد. در آوریل ۲۰۰۷، آکوستا به سی‌ان‌ان پیوست. طی سال بعد، آکوستا مبارزات انتخاباتی ریاست جمهوری سال ۲۰۰۸ نامزدهای حزب دموکرات (ایالات متحده آمریکا) باراک اوباما و هیلاری کلینتون را پوشش داد و اغلب به عنوان مجری برنامه سیاسی آخر هفته سی‌ان‌ان، ظرف رای ظاهر شد. آکوستا بعداً به عنوان خبرنگار به برنامه صبح آمریکای سی‌ان‌ان پیوست و در پوشش این شبکه از انتخابات میان دوره ای ۲۰۱۰ مشارکت داشت.
در فوریه ۲۰۱۲، سی‌ان‌ان آکوستا را در سمت خبرنگار سیاسی ملی ارتقا داد. آکوستا در نقش خود به عنوان خبرنگار سیاسی ملی، خبرنگار اصلی این شبکه در پوشش تبلیغات انتخابات ریاست جمهوری ۲۰۱۲ میت رامنی، نامزد جمهوری خواهان بود. او سپس خبرنگار ارشد کاخ سفید برای سی‌ان‌ان شد. در یک کنفرانس خبری تلویزیونی ملی در نوامبر ۲۰۱۵، آکوستا رئیس‌جمهور اوباما را در مورد استراتژی دولتش برای نابودی سازمان تروریستی موسوم به داعش به چالش کشید. آکوستا پرسید: «چرا نمی‌توانیم این حرامزاده‌ها را بیرون بیاوریم.»
آکوستا در مارس ۲۰۱۶ به کوبا سفر کرد تا سفر تاریخی پرزیدنت اوباما به این جزیره را پوشش دهد. آکوستا در یک کنفرانس خبری نادر در هاوانا با حضور اوباما و رائول کاسترو، رئیس‌جمهور کوبا، رهبر کوبا را در مورد سابقه حقوق بشر کشورش تحت فشار قرار داد.
آکوستا در ۹ ژانویه ۲۰۱۸ به عنوان خبرنگار ارشد کاخ سفید ارتقا یافت.

در ژانویه ۲۰۲۱، سی‌ان‌ان اعلام کرد که آکوستا در سمت خبرنگار اصلی داخلی و گوینده آخر هفته منصوب شده‌است. این حرکت‌ها با دولت آینده جو بایدن هماهنگ شد. 

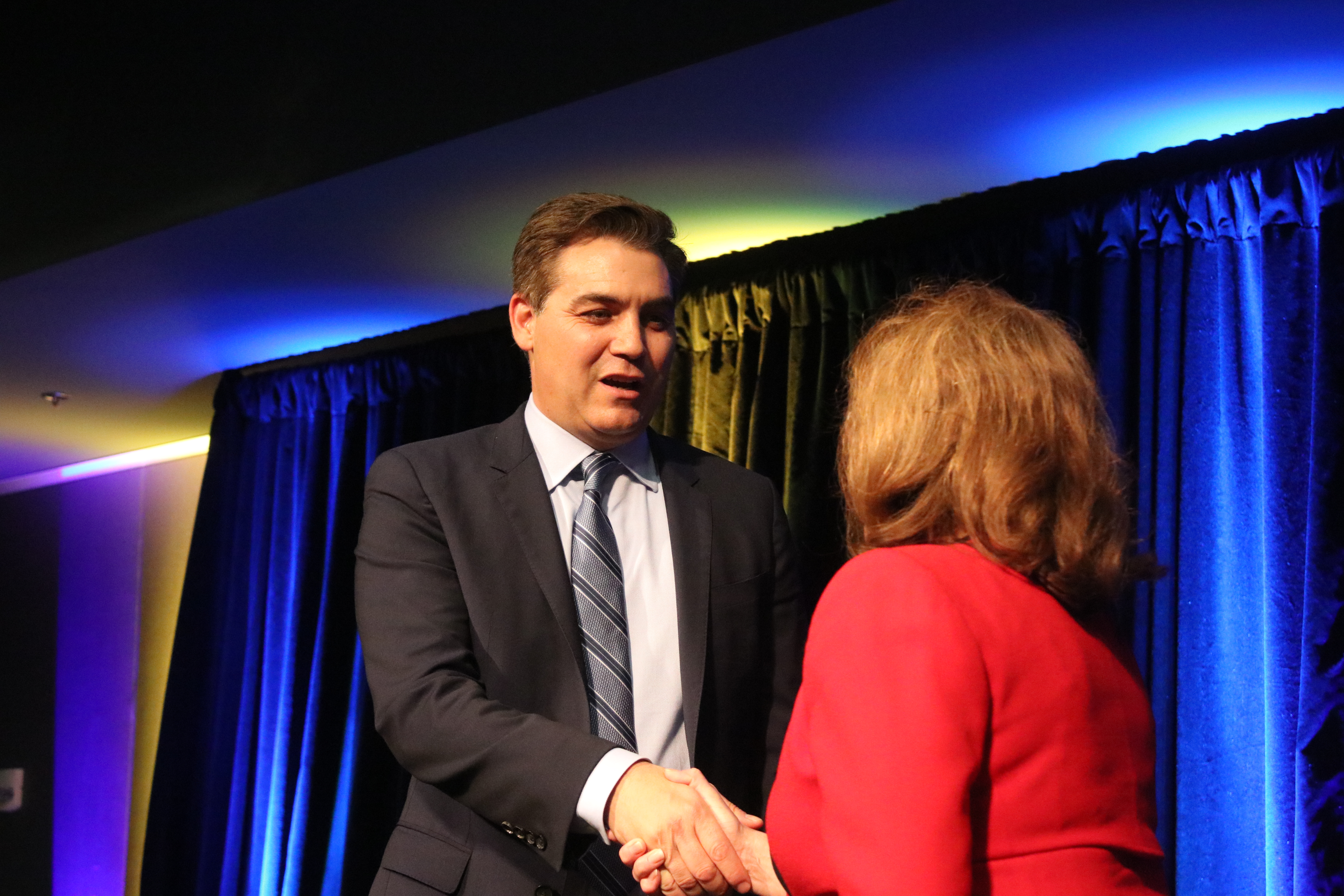
جیم آکوستا، خبرنگار ارشد سی‌ان‌ان در کاخ سفید پس از اهدای جایزه ویلیام راندولف هرست ۲۰۱۸ با یکی از مخاطبان ملاقات می‌کند.

## تعلیق موقت دسترسی اعتبارنامه
آکوستا در ۷ نوامبر ۲۰۱۸، در یک کنفرانس مطبوعاتی در کاخ سفید، پس از انتخابات میان دوره ای ۲۰۱۸، به مشاجره با پرزیدنت ترامپ پرداخت. پس از اینکه آکوستا دربارهٔ لفاظی ترامپ در مورد مهاجرت و تبلیغات تلویزیونی وی که نژادپرستانه توصیف شد، سؤالی پرسید، ترامپ گفت: «شما فردی بی‌ادب و وحشتناک هستید. شما نباید برای سی‌ان‌ان کار کنید.» به گفته سارا هاکبی سندرز، دبیر مطبوعاتی کاخ سفید، آکوستا «دستش را روی زن جوانی گذاشت که سعی داشت کار خود را به عنوان کارآموز کاخ سفید انجام دهد.» ویدیوی این حادثه نشان می‌دهد آکوستا بازوی آزاد خود را پایین آورد تا میکروفون را از جلوی کارورز «خانم جوان» با کنار زدن آرنج وی و گرفتن میکروفون و گفتن: «خانم ببخشید» بگیرد. پس از آن، مجوز مطبوعاتی آکوستا، که اعتبارنامه امنیتی سرویس مخفی ایالات متحده آمریکا برای ورود به محوطه کاخ سفید را تسهیل می‌کند، «تا اطلاع ثانوی» به حالت تعلیق درآمد.

## زندگی شخصی
آکوستا، همسرش شارون موبلی بود، او یک پرستار حرفه ای است، پس از ۱۷ سال زندگی مشترک در سال ۲۰۱۷ از هم جدا شدند. آنها صاحبت یک دختر و یک پسر هستند.

## کتاب‌ها
- آکوستا, جیم (2019). دشمن مردم: زمان خطرناکی برای گفتن حقیقت در آمریکا. نیویورک: هارپر. ISBN 978-0-06-291612-9. OCLC 1102648075.